# Fear City: New York contro la mafia
Fear City: New York contro la mafia è una docuserie televisiva statunitense del 2020, prodotta da Bernadette Higgins per Netflix e incentrata sulle Cinque famiglie di New York: i Gambino, i Colombo, i Bonanno, i Lucchese e i Genovese.

## Trama
La serie, raccontata dal punto di vista dell'FBI, descrive come le intercettazioni abbiano permesso agli agenti federali di infliggere un duro colpo alla criminalità organizzata newyorkese nel processo alla Commissione mafiosa (1985-86).
La serie, uscita su Netflix il 22 luglio 2020, ha visto anche la partecipazione di Donald Trump (in filmati d'archivio), Rudy Giuliani, Curtis Sliwa, Michael Franzese e John Alite.

## Puntate
| Stagione       | Episodi | Pubblicazione originale | Pubblicazione Italia |
| -------------- | ------- | ----------------------- | -------------------- |
| Stagione unica | 3       | 2020                    | 2020                 |

### Episodi
| n° | Titolo originale    | Titolo italiano           |
| -- | ------------------- | ------------------------- |
| 1  | Mob Rule            | Il regno della mafia      |
| 2  | The Godfather Tapes | Le registrazioni dei boss |
| 3  | Judgement Day       | Il giorno del giudizio    |

## Accoglienza
Sull'aggregatore di recensioni Rotten Tomatoes, la mini-serie ha un indice di gradimento del 68% basato su 22 opinioni. Il consenso della critica del sito web recita: "Interviste avvincenti e uno stile accattivante aiutano Fear City a intrattenere, ma chi ha già familiarità con il caso troverà pochi nuovi spunti".
Su Metacritic ha un punteggio medio ponderato di 61 su 100, basato su 10 critiche, che indica "recensioni generalmente favorevoli".